# Narrow Stairs
Narrow Stairs är ett album av indie pop/Rockbandet Death Cab for Cutie som släpptes 2008. Alla sånger är skrivna av Ben Gibbard, 

## Låtlista
1. "Bixby Canyon Bridge" – 5:15
2. "I Will Possess Your Heart" (Gibbard, Harmer, McGerr, Walla) – 8:35
3. "No Sunlight" (Gibbard, Walla) – 2:40
4. "Cath…" – 3:50
5. "Talking Bird" – 3:23
6. "You Can Do Better Than Me" – 1:59
7. "Grapevine Fires" (Gibbard, Harmer, McGerr) – 4:09
8. "Your New Twin Sized Bed" (Gibbard, Harmer) – 3:06
9. "Long Division" (Gibbard, Harmer, Walla) – 3:50
10. "Pity and Fear" – 4:21
11. "The Ice Is Getting Thinner" (Gibbard, Walla) – 3:45